# Forza Nuova
Forza Nuova (FN) è un movimento politico italiano di estrema destra neofascista, fondato nel 1997 da Roberto Fiore e Massimo Morsello.
Dal 2008 è presente, anche abusivamente, con proprie sedi in tutte le regioni d'Italia. Nel periodo 2003-2006 ha collaborato con il cartello di Alternativa Sociale guidato da Alessandra Mussolini, stringendo inoltre collaborazioni con la Casa delle Libertà, ma mantenendo una propria linea politica autonoma dalle restanti formazioni politiche. Alle elezioni politiche del 2008 e del 2013 Forza Nuova si è presentata con il proprio simbolo, indipendente da altri schieramenti.
Il partito è stato spesso criticato per le sue posizioni e per atti di violenza che hanno visto coinvolti taluni simpatizzanti; in merito, il partito ha espresso "totale solidarietà ai camerati arrestati". Spesso è stato accusato di xenofobia ed omofobia; è stato inoltre protagonista di campagne politiche apertamente contrarie alla massoneria e alle misure sull'utilizzo del certificato COVID digitale.

## Storia

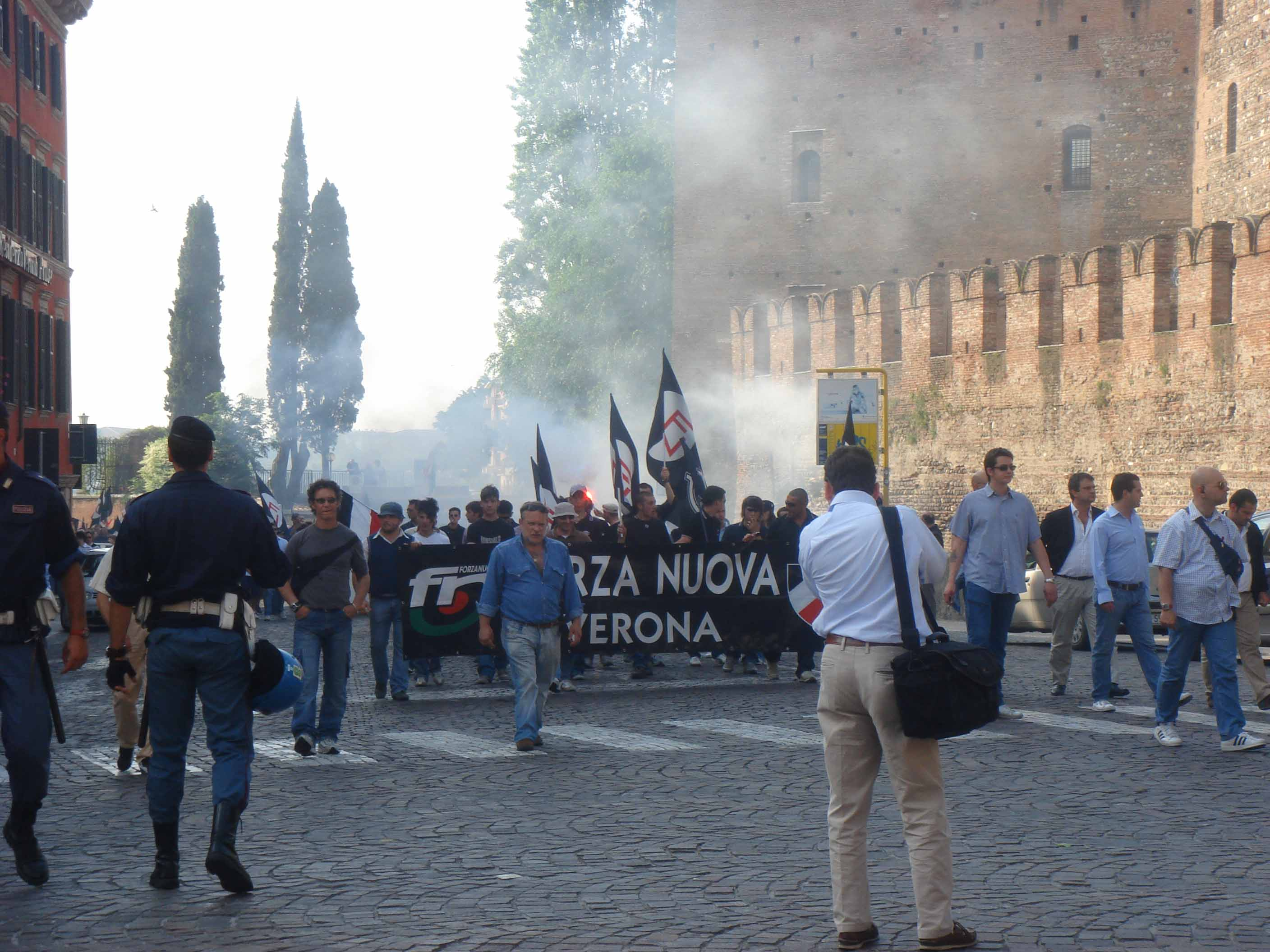
Una manifestazione di Forza Nuova di fronte al Castelvecchio di Verona (2006)

### Le origini correntizie
Forza Nuova si formò inizialmente come movimento di base all'interno della Fiamma Tricolore, per poi iniziare l'iter che lo ha portato ad essere partito. I suoi fondatori e finanziatori furono due nomi conosciuti dagli anni di piombo per la militanza in movimenti della destra radicale romana e per il loro credo politico neofascista.
La scissione dalla Fiamma Tricolore avvenne quando Pino Rauti iniziò a osteggiare la distribuzione fra i suoi iscritti del bollettino Foglio di Lotta di Fiore e Morsello.

#### Profilo dei fondatori
Roberto Fiore fu uno dei fondatori di Terza Posizione; fu condannato dalla magistratura italiana per il reato di associazione sovversiva e banda armata nel 1985. Secondo un articolo del magazine antifascista inglese Searchlight, Fiore risulterebbe essere stato protetto durante gli anni della latitanza dall'MI6, in qualità di "agente del servizio segreto britannico". La Commissione europea d'inchiesta su razzismo e xenofobia del 1991 conferma la sua affiliazione all'MI6 fin dai primi anni '80.
Cofondatore del movimento fu il cantautore Massimo Morsello, il quale sempre nel 1985 fu ritenuto membro dei NAR e venne anch'egli condannato per i medesimi reati.
La loro latitanza iniziò nel 1980 a seguito di una serie di mandati di cattura emanati a margine delle indagini sui fatti della strage di Bologna; i due furono ritenuti estranei alla strage, pur appartenendo, secondo la magistratura, ai Nuclei Armati Rivoluzionari. Entrambi latitarono nel Regno Unito durante il primo governo presieduto da Margaret Thatcher con lo status di rifugiati politici per vent'anni. Arrestati e trattenuti in carcere per alcune settimane dalle autorità del Regno Unito, furono in seguito rilasciati. Nel 1985 il Ministro dell'Interno del Regno Unito Leon Brittan rispose negativamente alla richiesta del deputato laburista Duns di espellere Fiore e gli altri quattro ricercati rimasti all'epoca, osservando che la intervenuta condanna pareva "riferirsi ad un reato per il quale difficilmente potrebbe applicarsi il trattato di estradizione". Secondo la legge britannica, non si può procedere all'estradizione di un rifugiato politico nel caso in cui sul processo pendano dei sospetti di legittimità.
Nel 1986, grazie all'amicizia con Nick Griffin, Fiore e Morsello fondano l'agenzia Meeting Point, collegata con l'italiana Easy London (presente con quindici filiali in Italia), che conta circa 1300 appartamenti in Inghilterra, una catena di ristoranti, negozi con merce rigorosamente made in Italy, una casa discografica, un'agenzia che organizza concerti e alcune scuole di lingua.

### I primi anni del movimento (1997-1998)
Forza Nuova fu fondata il 29 settembre 1997 a Cave, in provincia di Roma, in un incontro organizzato da Francesco Pallottino, capo del gruppo di musica alternativa di destra Intolleranza. Non era una data casuale perché è quella dedicata a san Michele Arcangelo, simbolo fra l'altro della Guardia di Ferro rumena, alla quale Forza Nuova storicamente si rifà. Si caratterizzò ben presto per il forte richiamo al fascismo storico, al rexismo, al peronismo ed al tradizionalismo cattolico, aggregando il dissenso giovanile della Fiamma Tricolore, frange di skinhead e nuclei autonomi.
I fondatori Fiore e Morsello erano ancora latitanti a Londra ed poterono rimpatriare solo nel 1999, quando ormai la magistratura non li poteva più perseguire, infatti i sessantasei mesi di carcere di Fiore erano oramai prescritti, mentre i novantotto di Morsello risultavano inapplicabili in quanto quest'ultimo era in fin di vita per un cancro (morirà poi nel marzo 2001).
L'11 novembre 1997 fu creato il sito internet forzanuova.org.
Il lancio nazionale del gruppo avvenne con un convegno a Latina nell'aprile del 1998. Intervennero Piero Vassallo, presidente del movimento (già tra i figli del sole e poi al fianco di Gianni Baget Bozzo nella battaglia anticonciliare), Agostino Sanfratello (cofondatore di Alleanza Cattolica e poi fondatore del Circolo Lepanto, nonché animatore del Comitato di difesa per i detenuti politici), Sergio Gozzoli ed Alessandro Ambrosini.
Forza Nuova si collocava sullo scenario politico con l'obiettivo, a livello locale, di allargare i propri contatti su campagne concrete contro l'immigrazione, l'aborto, la criminalità e di tenere insieme l'ala della destra conservatrice-tradizionalista con quella sociale-antagonista.

### Le prime campagne elettorali e il ritorno in Italia dei fondatori (1999)
Il 25 marzo 1999 Massimo Morsello rientrò in Italia e altrettanto fece Roberto Fiore il 21 aprile successivo. Ad accogliere Morsello all'aeroporto c'erano deputati di Alleanza Nazionale e Forza Italia come Francesco Storace, Enzo Fragalà, Alberto Simeone, Carlo Taormina, Ernesto Caccavale e Teodoro Buontempo, quest'ultimo più volte presente a iniziative di FN dalla prima ora.
Per le elezioni europee del 1999, Forza Nuova presentò propri candidati all'interno della Lista Cito.
Nel giugno del 1999 una nota del Sisde segnalò una collaborazione tra FN e i cattolici di Militia Christi per iniziative contro l'aborto e l'american way of life (cioè manifestazioni di boicottaggio a Roma contro multinazionali come McDonald's, Blockbuster, Planet Hollywood).

### La visibilità: Gay Pride, CL e il caso Insabato (2000)

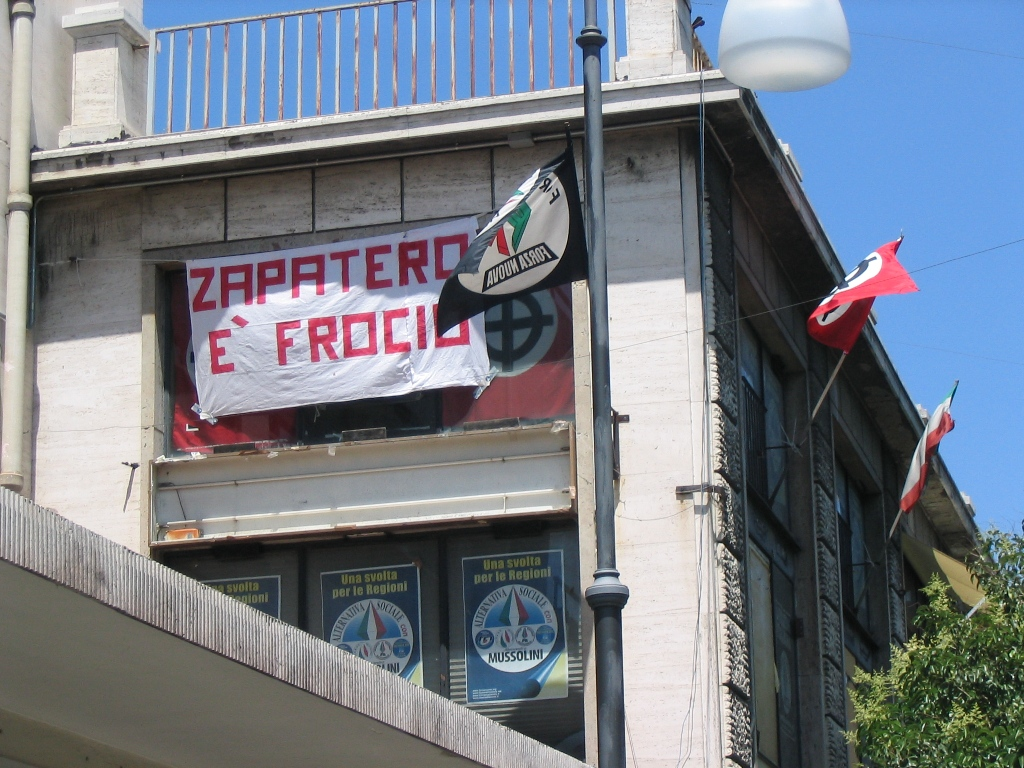
Manifesto omofobo esposto dalla sede di Forza Nuova di Perugia contro l'ex primo ministro spagnolo José Zapatero

Alle elezioni amministrative della primavera 2000 Forza Nuova raccolse l'1% in Basilicata con una lista civica, il 2,5% al comune di Lodi (dove aderì in blocco l'intera sezione della Fiamma Tricolore) ed il 2% a Faenza.
A favorire la grande visibilità del giovane movimento contribuì il Gay Pride che si tenne a Roma il 1º luglio 2000, anno del giubileo. Per Forza Nuova fu l'occasione per poter manifestare le proprie posizioni contro questo evento con un corteo parallelo in difesa della famiglia tradizionale.
Il 23 agosto Roberto Fiore fu invitato dall'editore Effedieffe a partecipare ad un dibattito sull'aborto all'interno del tradizionale meeting di Comunione e Liberazione.
Il 22 dicembre Andrea Insabato, simpatizzante di estrema destra, fece scoppiare una bomba nella sede de Il Manifesto. Alcuni giornalisti lo ricollegarono al partito di Fiore, che però ne smentì categoricamente l'appartenenza; le polemiche successive fecero conquistare a Forza Nuova le prime pagine dei maggiori quotidiani nazionali.
A seguito di questa vicenda più parti sollecitarono il governo a sciogliere il movimento; fu fra queste la richiesta del Comune di Bologna al ministero dell'interno della messa al bando di Forza Nuova. A tal proposito il 29 gennaio 2003 così rispose in Parlamento Alfredo Mantovano a nome del governo Berlusconi II: «Quanto alla misure che il Ministero dell'interno può adottare nei confronti di movimenti politici estremisti ed, in particolare, quanto alla sanzione estrema dello scioglimento del movimento politico di Forza Nuova, ricordo che l'ordinamento vigente consente l'adozione di un provvedimento di scioglimento di organizzazioni fasciste "sotto qualsiasi forma" (XII disposizione transitoria e finale della Costituzione) solo a seguito di una sentenza penale irrevocabile che abbia accertato l'avvenuta "riorganizzazione del disciolto partito fascista" (art. 3 della legge 20 giugno 1952, n. 645, così come successivamente modificato), ovvero che abbia accertato un'attività, da parte dell'organizzazione destinataria del provvedimento di scioglimento, volta a favorire reati in materia di discriminazione razziale, etnica e religiosa (art. 7, decreto-legge 26 aprile 1993, n. 122, convertito in legge dalla legge 25 giugno 1993, n. 205). Nello specifico, per quanto riguarda Forza Nuova, il Ministero dell'Interno non è al momento a conoscenza di pronunce giurisdizionali che legittimino l'adozione di un provvedimento di tale natura».
Ciò non impedì al movimento di candidarsi alle elezioni amministrative bolognesi del 2006 e del 2011, ottenendo rispettivamente lo 0,2% e lo 0,3% delle preferenze per la sua candidata sindaco Elisabetta Avanzi.

### L'esordio alle elezioni politiche
All'inizio del 2001 il movimento poteva contare su appena 2500 iscritti e quaranta sezioni sparse in tutta Italia.
Alle elezioni politiche del 2001 Forza Nuova si presentò nella quota proporzionale della Camera nelle circoscrizioni Veneto 1 e Campania 1, e in un certo numero di collegi uninominali del Senato di Lombardia, Lazio e Campania, con risultati quasi ovunque inferiori all'1% dei voti.

### La stagione di Alternativa Sociale (2003-2006)
Dal 2003 al 2006 Forza Nuova strinse una collaborazione elettorale con due movimenti di destra radicale. Con la guida di Alessandra Mussolini fu creato il cartello di Alternativa Sociale, al quale aderirono, oltre Forza Nuova, anche Libertà di Azione ed il Fronte Sociale Nazionale. Col simbolo di AS partecipò alle elezioni europee del 2004, alle regionali del 2005 e alle elezioni politiche del 2006. In quest'ultimo caso, AS raggiunse un accordo con la coalizione della Casa delle Libertà, che pose però il veto alla candidatura dello stesso Roberto Fiore, considerato come personalità "impresentabile" per il suo passato sovversivo; Forza Nuova tornò così alla propria linea politica autonoma.
L'esperienza elettorale fu deludente. Alternativa Sociale ottenne un risultato scoraggiante, che non gli garantì l'attribuzione di alcun seggio in Parlamento: i voti raccolti furono 255 000 alla Camera (0,7%) e 214 000 al Senato (0,6%).

### Nascita del "Patto d'Azione"
Per le amministrative del 2007 Forza Nuova strinse una serie di accordi con Azione Sociale, col Movimento Idea Sociale e coi Volontari Nazionali.
In occasione dell'elezioni politiche 2008 Forza Nuova presentò liste appoggiate dal Movimento Idea Sociale, mentre Azione Sociale era confluita nel Popolo della Libertà.
Il MIS si fece portavoce di alcune istanze sociali, inserite nel programma di Forza Nuova.
I punti cardine di questa campagna elettorale furono: 
- lotta alla mafia (proposta del commissariamento delle regioni Sicilia, Campania e Calabria),
- blocco dell'immigrazione,
- nazionalizzazione di Alitalia e delle autostrade,
- abolizione dei privilegi della classe politica,
- politica demografica con aiuti alle famiglie e
- revisione totale della legge 194 sull'aborto.[81][82]

Alle elezioni politiche del 2008 il partito ottenne lo 0,30% alla Camera e lo 0,26% al Senato. Non fu eletto alcun parlamentare presentatosi nelle liste del partito.
In seguito alle dimissioni obbligatorie di Alessandra Mussolini, eletta alla Camera italiana, Roberto Fiore divenne europarlamentare.
Nel corso del 2008 il regista Claudio Lazzaro realizzò un controverso documentario, Nazirock - Come sdoganare la svastica e i saluti romani nel quale, a detta di Fiore, si dava un'immagine totalmente distorta di Forza Nuova; il leader sostenne che fosse stato montato ad arte per screditare il movimento. Il rischio di azioni legali ai danni di Claudio Lazzaro ne ha minato la distribuzione.

### Le elezioni europee 2009
Nel 2009 Forza Nuova si presentò alle elezioni europee con un programma improntato su politiche protezioniste, a favore dell'incremento demografico e sull'opposizione all'ingresso della Turchia nell'UE.
Fra i candidati celebri vi era Mario Sossi, magistrato che indagò sul Gruppo XXII Ottobre e che fu rapito dalle Brigate Rosse, candidato per la circoscrizione Nord-Ovest.
Nel Nord-Est fu candidato il sacerdote tradizionalista don Giulio Maria Tam, noto per la sua vicinanza al movimento lefebvriano e per le sue simpatie neofasciste, che nel 2004 era stato invece candidato nel Nord-Ovest.
L'europarlamentare uscente Roberto Fiore era capolista in tutte le circoscrizioni.
Il partito raccolse lo 0,48% dei voti, non eleggendo alcun eurodeputato.

### Le elezioni regionali 2010
Forza Nuova presentò propri candidati alla presidenza in Lombardia, Veneto e Toscana, mentre era in coalizione con il candidato Renzo Rabellino del movimento No Euro in Piemonte.
Nel Lazio il listino collegato a FN fu respinto dalla Corte d'appello di Roma per la mancanza della delega autenticata da un notaio alla presentazione della lista, nonché per l'assenza di rappresentanza dei due sessi in pari misura a causa della netta maggioranza della componente femminile.
Nonostante il ricorso al Tar, furono comunque respinte le richieste di riammissione.
Complessivamente FN raccolse lo 0,7% in Toscana (7 980 voti), lo 0,6% in Lombardia (27 670 voti), lo 0,4% in Veneto (9 151 voti) e ottenne un risultato di 1,7% con la coalizione nel Piemonte.
Nel 2010 si tenne la manifestazione contro le banche del 22 maggio a Milano, alla presenza di Nikólaos Michaloliákos, ex leader di Alba Dorata.

### Le elezioni politiche 2013
Nel 2013 Forza Nuova, avente come leader Roberto Fiore, si presentò autonomamente alle elezioni politiche del 2013 ottenendo lo 0,26% dei voti alla Camera e lo 0,27% al Senato (rispettivamente 90 047 e 81 578 voti). Il partito non riuscì dunque a superare le soglie di sbarramento del 4% alla Camera e dell'8% al Senato e non elesse alcun parlamentare.
Alle contemporanee elezioni regionali nel Lazio raccolse lo 0,3%.

### Le elezioni regionali 2015
Alle elezioni regionali generali del 2015 FN si presentò solo in Umbria, dove il candidato Fulvio Carlo Maiorca ottenne lo 0,3%.

### Le elezioni politiche del 2018 ed europee del 2019
In vista delle elezioni del 2018 Forza Nuova si accordò col Movimento Sociale Fiamma Tricolore, creando la lista Italia agli Italiani.
Il 20 gennaio la senatrice Paola De Pin (ex M5S, ex Verde, ed ex Riscossa Italia) annunciò la sua adesione al partito e a Italia agli Italiani.
Italia agli Italiani ricevette lo 0,38% dei voti alla Camera e lo 0,50% al Senato.
Alle Europee del 2019 Forza Nuova presentò il suo simbolo insieme a quello del partito europarlamentare APF (Alliance for Peace and Freedom), fondato dallo stesso Fiore. Tuttavia il movimento raccogliendo 40.781 voti (0,15%) non elesse alcun eurodeputato, non superando la soglia del 4%.
Fiore, capolista in tutte le circoscrizioni, raccolse 5375 preferenze complessive.

### La scissione del 2020
Nel mese di maggio 2020 numerose sezioni si sono staccate dal movimento in polemica con la gestione del partito da parte di Roberto Fiore e di Giuliano Castellino. La neocostituita rete di sezioni dimissionarie (circa metà dei militanti e sedi locali) si è federata ed ha dato vita al Movimento Nazionale - La Rete dei Patrioti il 10 ottobre 2020 a Montecatini Terme. Da luglio 2021 il consiglio direttivo del neo movimento ha eletto l'avvocato romano Giustino D'Uva a portavoce nazionale. L'ideologia resta invariata dal precedente gruppo e per alcuni osservatori solo sarebbe un altro veicolo per le stesse persone e idee di Forza Nuova al fine di aggirare l'attenzione dei media, stigmatizzazione e controlli (tra cui il ban delle pagine legate a Forza Nuova operato da Meta nel 2019).
Il 14 dicembre 2020 il segretario del partito Roberto Fiore ha annunciato l'adesione di Forza Nuova alla coalizione Italia Libera insieme a movimenti No Mask e i Gilet Arancioni dell'ex generale dei carabinieri Antonio Pappalardo.

### Le elezioni politiche del 2022
In occasione delle elezioni politiche del 2022 le liste di Forza Nuova non vengono ammesse in nessuna parte d'Italia a causa dell'assenza delle 36 mila firme necessarie.

### Le elezioni europee del 2024
Anche in occasione delle Elezioni europee del 2024 le liste di Forza Nuova non vengono ammesse in nessuna parte d'Italia a causa dell'assenza delle 75 mila sottoscrizioni necessarie.

## Ideologia e posizioni
Forza Nuova dichiara di puntare alla "ricostruzione nazionale" mediante il raggiungimento di diciotto obiettivi.
Il movimento di Roberto Fiore si contraddistingue anche per il dichiarato euroscetticismo e dichiara di volersi opporre «con ogni possibile mezzo legale all'entrata in vigore del "Trattato di Lisbona"». Secondo Fiore, infatti, con tale Trattato, la sovranità nazionale sull'imposizione fiscale sarebbe minacciata, i salari dei lavoratori diminuirebbero, verrebbe meno l'indipendenza militare del Paese, aumenterebbe l'immigrazione, le legislazioni più favorevoli all'aborto, all'eutanasia, alle coppie gay, alla ricerca scientifica (come ad esempio sulla clonazione umana), militare e medica, che dovrebbero essere accettate da ogni Stato, e ciò sarebbe incompatibile con l'ideologia nazionalista che ispira il movimento. Alcuni membri del partito hanno anche esplicitamente espresso simpatie neonaziste.
Forza Nuova inoltre invoca la nazionalizzazione delle banche congiuntamente all'emissione di moneta da parte dello Stato.
Nel marzo 2012 il partito ha rivendicato l'appoggio nei confronti del movimento No TAV, fino ad allora costituito esclusivamente da esponenti di estrema sinistra e dell'area antagonista. Il partito dispone inoltre di una propria struttura dedicata all'informazione, un'emittente, Radio FN, una rivista, Ordine Futuro (poi ribattezzata L'Italia Mensile), un omonimo circolo culturale, e collabora con la casa editrice Ferrogallico.
Il movimento rifiuta di essere etichettato «neofascista», si autodefinisce «nazional popolare» e dichiara «superate […] le definizioni di destra e sinistra».

### Opposizione ai matrimoni gay, alle coppie di fatto e all'aborto
Forza Nuova difende la cosiddetta "famiglia tradizionale" e si oppone a unioni civili, matrimoni e adozioni gay.
Particolari polemiche hanno scatenato alcuni manifesti di FN con slogan come: "l'Italia ha bisogno di figli, non di gay" o "basta froci". Forza Nuova ha replicato spiegando che i manifesti non sono omofobi: "la nostra omofobia sta nel fatto che proviamo ribrezzo e repulsione. Per i gay l'omosessualità è normale, per noi è una patologia". FN afferma però di non attaccare la sessualità privata di ognuno, ma di schierarsi invece sulla discriminazione giuridica delle coppie di fatto: "noi rispettiamo la sessualità privata pur non comprendendo lo stare insieme tra persone dello stesso sesso perché siamo per l'ordine naturale delle cose, ma con il manifesto esprimiamo la nostra più totale contrarietà alle unioni civili, ai matrimoni e alle adozioni".
Il partito è anche contrario all'aborto, ritenendolo "un omicidio".

## Legami con altre associazioni
Forza Nuova ha diversi legami con altre associazioni con cui ha obiettivi almeno parzialmente in comune.

### Pro Vita & Famiglia onlus
Pro Vita & Famiglia è una onlus fondata nel 2013 che si batte per i valori della vita (schierandosi contro l'aborto e l'eutanasia) e della famiglia tradizionale (schierandosi contro il divorzio, le unioni civili, le adozioni gay, i matrimoni gay, la maternità surrogata e la "teoria gender") e che si autoproclama apartitica e apolitica. Nonostante ciò, l'associazione possiede numerosi legami con Forza Nuova e, in particolare, con la famiglia del suo segretario, Roberto Fiore. Malgrado tentativi di minimizzazione da parte di Toni Brandi, presidente della onlus (che ha sminuito il peso di tali legami riconducendoli alla storica amicizia personale che lo lega a Roberto Fiore), tra le due organizzazioni si riscontrano diversi punti di contatto e di intersezione, a partire dal portavoce della onlus, Alessandro Fiore, figlio maggiore di Roberto. Inoltre, l'azienda che distribuisce il notiziario di PV (Notizie Pro Vita) nella sua fase di avvio era la Rapida Vis s.r.l., con sede legale allo stesso indirizzo della locale sede di FN. L'azienda, inoltre, è guidata da Carmen e Beatriz Fiore, anch'esse figlie di Fiore. La società M.P., una «Società Cooperativa Giornalistica Arl» di Merano, già nel 2012 era l'editore dell'allora nascente notiziario di PV; nel 2011 fu rilevata da un gruppo di giovani di Benevento, che chiedevano anche all'Agcom l'erogazione di fondi pubblici, fra i quali Beniamino Iannace, poi candidato per FN.

### Christus Rex
Christus Rex è un circolo cattolico di Verona, fondato nel 2007, aderente al Sedevacantismo il cui responsabile nazionale è Matteo Castagna. Il circolo è legato a Forza Nuova grazie alla moglie di Castagna, che ne è stata anche candidata, inoltre non è raro vedere le due associazioni sfilare assieme.
I membri di CR definiscono se stessi Cattolici Apostolici Romani Integrali, si dichiarano disponibili a collaborare con partiti o movimenti non dichiaratamente ostili al Cattolicesimo e che si schierano generalmente a destra. Il gruppo aderisce ad una versione attualizzata del Sodalitium Pianum e perciò si oppone a qualsiasi forma di modernismo, cristianesimo liberale e liberalismo.
Il circolo è stato legato fino al 2009 alla Fraternità Sacerdotale San Pio X (FSSPX), gruppo tradizionalista che rifiuta il Concilio Vaticano II, ma se ne è poi distaccato per avvicinarsi all'Istituto Mater Boni Consilii, associazione sedeprivazionista con posizioni simili a quelle di Christus Rex.

### Campo Nazional-Radicale
Forza Nuova ha rapporti con il Campo Nazional-Radicale, organizzazione neofascista polacca con cui condivide il forte nazionalismo cattolico. Forza Nuova ha anche partecipato alle marce per l'indipendenza polacche che si tengono durante l'11 novembre, insieme ad altri movimenti ultranazionalisti e neofascisti.

## Critiche e controversie

### Accuse di antisemitismo

#### Atti intimidatori

Bandiera di Forza Nuova

Il 24 gennaio 2014 Ernesto Moroni, ventinovenne romano fondatore di Azione Frontale già candidato alle elezioni regionali con Forza Nuova nel 2010, spedì delle teste di maiale all'ambasciata di Israele, al Museo della Memoria e alla Sinagoga di Roma, firmando i pacchi con il nominativo Giovanni Preziosi, nome del ministro fascista che firmò il Manifesto della razza. L'uomo fu indagato per istigazione all'odio razziale. Nella sua abitazione vennero ritrovati una scimitarra, alcune magliette di Forza Nuova e il testo «Giudaismo, bolscevismo, plutocrazia e massoneria» di Preziosi edito nel 1941.

#### Negazionismo della Shoah
Il 6 febbraio 2014 tre uomini di Aprilia, rispettivamente di 25, 27 e 33 anni, sono stati denunciati per l'affissione di uno striscione con la scritta: «Ricordati di non ricordare» sulla recinzione perimetrale dell'istituto di via Carroceto intitolato ai Fratelli Rosselli, dove si era tenuta una giornata dedicata alla memoria della Shoah. Alcuni giorni prima sempre ad Aprilia era stato esposto un altro striscione recante la scritta: «Ufficio tributi, usura di stato». In entrambi erano presenti simboli riconducibili all'estrema destra, quali i loghi di FN, che però ne prese le distanze, e la Croce Celtica.
Il 28 ottobre 2018 la militante di Forza Nuova Selene Ticchi fu fotografata mentre si trovava in visita alla tomba di Benito Mussolini a Predappio indossando una maglietta con la scritta "Auschwitzland"; a seguito del clamore suscitato dall'evento, Selene Ticchi fu sospesa dal partito, venendo comunque reintegrata il giugno dell'anno seguente nel ruolo di coordinatore del dipartimento femminile di Bologna e responsabile bolognese per l'Associazione Evita Perón di Forza Nuova e successivamente del gruppo Movimento Nazionale - La Rete dei Patrioti, composto dai fuoriusciti da FN.

### Aggressioni
Nel 2005 un dirigente di Palermo di Forza Nuova è stato condannato, insieme a due complici, per lesioni aggravate a sfondo razziale per aver aggredito un nigeriano. Nel 2006, sempre a Palermo, lo stesso dirigente di FN venne arrestato e condannato a due anni e mezzo di carcere per aver rapinato e aggredito due venditori ambulanti di origine bengalese a Palermo, insieme ad altri 2 complici appartenenti allo stesso partito.
Tra il novembre 2012 e il novembre 2013 i frequentatori del circolo di Forza Nuova in via Lidia a Roma si resero responsabili di cinquanta o più aggressioni razziste a danno di cittadini bengalesi, scelti come vittime perché ritenuti dagli aggressori immigrati inermi e restii a denunce. In tredici furono indagati dalla procura di Roma, che li definì «accomunati da una vocazione ideologica di estrema destra nazionalsocialista» caratterizzata «dal propugnare sia le tesi negazioniste dell'Olocausto sia quella della superiorità della razza bianca», accusandoli di associazione a delinquere finalizzata all'incitamento, alla discriminazione e alla violenza per motivi razziali, minacce, lesioni, detenzione di armi da sparo e altri reati.
Oltre ai raid razzisti, il gruppo fu accusato di aver aggredito alcuni oppositori politici e di aver malmenato militanti ritenuti responsabili di uno stupro e dell'uso di droghe. Secondo l'accusa i quattro presunti capi del gruppo, avrebbero istigato i frequentatori della sede di Forza Nuova a commettere vari atti razzisti come cori inneggianti al suprematismo bianco, striscioni negazionisti e spedizioni punitive nei confronti di cittadini del Bangladesh.
Il 28 settembre 2017, quattro manifestanti di Forza Nuova sono stati arrestati con l'accusa di resistenza, violenza e lesioni a pubblico ufficiale, nonché di manifestazione illecita, per aver lanciato contro degli agenti della polizia municipale di Roma dei sampietrini nel tentativo di impedire lo sgombero di un edificio popolare occupato abusivamente che doveva essere assegnato a un cittadino eritreo.

### Accuse di xenofobia
L'8 luglio 2016 la sezione di Forza Nuova di Vicenza ha pubblicato un post sulla sua pagina Facebook attaccando con toni violenti e razzisti i profughi nigeriani in fuga da Boko Haram, additandoli come codardi, violenti e meritevoli di morte, citando un episodio avvenuto a Fermo nel quale un nigeriano è stato ucciso da neofascisti: 
Il 2 novembre 2017 viene pubblicata sulle principali testate nazionali la notizia che, secondo un'informativa dei Carabinieri, nella sede di Forza Nuova a Roma si praticava un autentico indottrinamento di minori per spingerli all'odio e alla violenza razziale.
Il 2 dicembre 2019 il Dirigente Nazionale e Coordinatore del Piemonte, Luigi Cortese, fu denunciato per xenofobia per l'affissione di uno striscione presso lo Juventus Stadium con la scritta "MARIO HAI RAGIONE SEI AFRICANO", la Questura di Torino formalizzo le accuse di xenofobia verso Mario Balotelli, accuse che furono successivamente archiviate in quanto il GIP le classificò come semplice sfotto'.

### Accuse di omofobia
Nel luglio del 2001, in vista del Gay Pride previsto quel mese nella Capitale, furono affissi per le piazze della città di Roma dei manifesti contro l'iniziativa recanti le scritte "Dietro un omosessuale si nasconde un pedofilo". L'azione venne criticata da numerose associazioni e partiti.
Nella notte del 20 ottobre 2016 militanti di FN hanno esposto manichini impiccati e affisso uno striscione con scritto "State uccidendo la famiglia, nogaywedding" nei pressi dell'hotel Ergife di Roma, dove nel fine settimana successivo si sarebbe tenuto il Gaywedding, la kermesse dedicata alle unioni civili.
Il blitz è stato condannato dal portavoce del Gay Center, Fabrizio Marrazzo, con le seguenti parole:
La vicenda è stata condannata anche dall'associazione Gaynet, mentre la Croce Rossa ha espresso solidarietà nei confronti del Gay Wedding.
Nel giugno del 2018, Salvatore Pacella, responsabile napoletano di Forza Nuova, fu citato in giudizio dall'Arcigay Napoli per aver minacciato l'associazione stessa con un post sui social in cui prometteva specifiche "punizioni" fisiche nel caso avessero partecipato al Gay Pride previsto per il 30 giugno davanti al Santuario di Pompei. Pacella e Forza Nuova parteciparono con diverse associazioni ultra-cattoliche per una preghiera di riparazione contro il Gay Pride, il quale avvenne comunque senza violenze.
Nel febbraio del 2023, tramite la dirigenza nazionale del partito, vengono diffusi nel comune di Lajatico, in provincia di Pisa, dei volantini a carattere omofobo in vista delle elezioni amministrative di maggio riportanti la frase "Lajatico ha bisogno di figli non di omosessuali" in cui si incolpava il sindaco Alessio Barbafieri del calo demografico nel piccolo paesino. Simone Grossi, coordinatore pisano di Forza Nuova, ha diffuso il manifesto online tramite un profilo Facebook chiamato Benito Degrelle (unione del nome di Benito Mussolini e il cognome di Léon Degrelle, figura di riferimento del neonazismo).

### Blitz al quotidiano La Repubblica
Il 6 dicembre 2017, alcuni militanti di Forza Nuova a volto mascherato effettuarono un blitz con lancio di fumogeni sotto le sedi di Roma e (qualche giorno dopo) di Napoli del quotidiano La Repubblica. Fu inoltre esposto un cartello che recitava "Boicotta Repubblica e L'Espresso". Il tutto accadde mentre il quotidiano portava avanti l'informazione su episodi di richiamo al fascismo o di intolleranza che si verificavano in Italia.
Il fatto è stato definito da Roberto Fiore come "il primo atto di una guerra politica contro il gruppo Espresso di Carlo De Benedetti e contro il PD".

### Sostegno alla teoria del complotto sul piano Kalergi
Il partito asserisce l'esistenza del piano Kalergi, elaborato dal negazionista dell'Olocausto Gerd Honsik, come un progetto migratorio di massa programmato dall'Africa all'Italia per la distruzione del popolo italiano al fine di «controllare meglio la popolazione».

### Sostegno alla teoria del complotto sull'ideologia gender
Il partito ha tra i suoi punti programmatici il contrasto di una presunta "ideologia gender"; la teoria in questione è nata a metà degli anni '90 negli ambienti dell'Opus Dei al fine di ostracizzare ogni posizione sociale differente da quella conservatrice della Chiesa apostolica romana.

### Assalto alla CGIL
Durante la manifestazione dei No Green Pass a Roma del 9 ottobre 2021, un gruppo di forzanovisti, deviando dal percorso concordato con le forze dell'ordine, si è diretto verso palazzo Chigi, inizialmente con l'obiettivo, programmato in precedenza su diversi gruppi Telegram, di assaltarlo in maniera simile all'assalto di Capitol Hill nel gennaio di quello stesso anno (condotto dai sostenitori del presidente statunitense uscente Donald Trump ed avallato dallo stesso Trump per tentare di impedire la certificazione della vittoria alle elezioni del novembre 2020 del candidato democratico Joe Biden); trovandosi ostacolati, i militanti neofascisti si sono diretti verso la sede nazionale della Confederazione Generale Italiana del Lavoro in corso d'Italia, assalendola e devastandola. Nella notte successiva vennero fermate 12 persone ritenute responsabili dell'assalto e delle violenze, tra cui il leader nazionale di FN Roberto Fiore e il capo della sezione romana del partito Giuliano Castellino, oltre all'ex terrorista nero Luigi Aronica. Alcuni dei forzanuovisti sono stati identificati grazie a dei selfie scattati e pubblicati durante l'aggressione
Già il 9 settembre 2019, i social network Facebook e Instagram avevano cancellato la pagina ufficiale di Forza Nuova e quella di Casapound, nonché diversi profili personali collegati, affermando che "le persone e le organizzazioni che diffondono odio" non possono essere presenti sulle sue piattaforme; in data 11 ottobre 2021 la Procura della Repubblica presso il Tribunale di Roma ha imposto il blocco del sito di FN ai sensi del comma 3 articolo 321 del Codice di procedura penale. L'oscuramento è stato immediatamente reso esecutivo a cura della Polizia postale.
Nel 2022 la procura di Roma – su richiesta del pubblico ministero Maurizio Arcuri – ha chiesto il rinvio a giudizio del leader del movimento Roberto Fiore e di altre quattro persone: Giuseppe Provenzale, Luca Castellini, Davide Cirillo e Stefano Saija. Si tratta dei quattro firmatari del comunicato intitolato: “Altro che Forza Nuova. Il popolo ha alzato il livello dello scontro e non si fermerà”.
Il 20 dicembre 2023 il Tribunale di Roma ha condannato a pene superiori a 8 anni di carcere tutti i sette imputati del processo principale, incluso il leader Roberto Fiore.

## Congressi Nazionali
- I Congresso - Chieti, 22-24 marzo 2002
- II Congresso - Tivoli (RM), 10-11 dicembre 2011

## Assemblee Nazionali
- I Assemblea Programmatica - Roma, dicembre 2000
- I Assemblea Nazionale - Roma, 21 febbraio 2004
- II Assemblea Nazionale - Orvieto, luglio 2009

## Segretari nazionali
- Roberto Fiore (1997 - in carica)

## Risultati elettorali
| Elezione       | Elezione     | Voti                            | %                               | Seggi   |
| -------------- | ------------ | ------------------------------- | ------------------------------- | ------- |
| Politiche 2001 | Camera       | 13.622                          | 0,04                            | 0 / 630 |
| Politiche 2001 | Senato       | 39.545                          | 0,12                            | 0 / 315 |
| Europee 2004   | Europee 2004 | Nella lista Alternativa Sociale | Nella lista Alternativa Sociale | 1 / 78  |
| Politiche 2006 | Camera       | Nella lista Alternativa Sociale | Nella lista Alternativa Sociale | 0 / 630 |
| Politiche 2006 | Senato       | Nella lista Alternativa Sociale | Nella lista Alternativa Sociale | 0 / 315 |
| Politiche 2008 | Camera       | 108.837                         | 0,30                            | 0 / 630 |
| Politiche 2008 | Senato       | 85.630                          | 0,26                            | 0 / 315 |
| Europee 2009   | Europee 2009 | 146.619                         | 0,47                            | 0 / 72  |
| Politiche 2013 | Camera       | 90.047                          | 0,26                            | 0 / 630 |
| Politiche 2013 | Senato       | 81.578                          | 0,26                            | 0 / 315 |
| Politiche 2018 | Camera       | 126.543                         | 0,39                            | 0 / 630 |
| Politiche 2018 | Senato       | 149.907                         | 0,50                            | 0 / 315 |
| Europee 2019   | Europee 2019 | 40.781                          | 0,15                            | 0 / 76  |
| 1. 2.          |              |                                 |                                 |         |

## Simboli

Logo in uso dal 2000 fino al 2004
Logo in uso dal 2006 fino al 2020
Logo della lista Italia agli Italiani (2018)
Logo di Lotta Studentesca

### Bandiere

Bandiera di Forza Nuova in uso in passato
Bandiera di Forza Nuova (1997-2000)
Bandiera di Forza Nuova (2006-2020)
Bandiera alternativa
Bandiera di Lotta Studentesca